# Trifești (Iași)
Trifeşti é uma comuna romena localizada no distrito de Iaşi, na região de Moldávia. A comuna possui uma área de 64.97 km² e sua população era de 3777 habitantes segundo o censo de 2007.